# Francesco Maria Carafa
Francesco Maria Carafa della Stadera Castriota y Gonzaga, duca di Nocera (1580 – Madrid, 16 luglio 1642), fu viceré di Aragona e Navarra e Capitano Generale dei regni di Aragona e Navarra.

## Biografia
Di nobile famiglia napoletana, i Carafa della Stadera (o Caraffa), nacque probabilmente a Nocera dei Pagani da Ferdinando II Carafa (quarto duca di Nocera) e dalla nobildonna Anna Clarice Carafa. Seguì la carriera militare nella cavalleria spagnola, partecipando nel 1611 alle azioni militari in Tunisia nelle file del Duca di Osuna.
Si sposò due volte. Prima moglie fu Anna Pignatelli, figlia di Ettore III, quarto duca di Monteleone e di Caterina Carafa dei Conti di Sant'Angelo dei Lombardi (12 maggio 1592 - Filogaso 1622).
Sua seconda moglie fu Giovanna Ruffo, terza principessa di Scilla, nona contessa di Sinopoli, contessa di Nicotera e Borrelli, Signora di Filogaso, Calanna, Fiumara di Muro, del Passo e gabella di Catona, figlia ed erede di Vincenzo, signore di Santa Severina e di donna Maria Ruffo, seconda principessa di Scilla (Napoli 28 aprile 1591 - 14 dicembre 1650), già vedova di Vincenzo Ruffo, primo principe di Palazzolo.
Fu padre di Francesco Maria Domenico Carafa, nato dal primo matrimonio, il quale sposò nel 1643 la figlia di primo letto della matrigna, Maria Ruffo (evidentemente chiamata come la nonna).
Nel 1625 prese parte all'assedio di Breda (la cui resa fu immortalata da Velázquez). Passò poi nelle file della cavalleria napoletana in Lombardia, dove cinque anni più tardi fu nominato maestro di campo della regione Piemonte e Monferrato.
Nel 1633 il suo contributo alla Battaglia di Nördlingen contro gli svedesi risulta decisivo per la vittoria dell'armata spagnola. Successivamente si recò nelle Fiandre al seguito del Cardinale Infante Ferdinando d'Asburgo, fin quando fu chiamato da Filippo IV che lo nominò comandante generale di Gipuzkoa, per prendere parte ad un piano (che fallì) per penetrare in Francia. Questa azione gli costò un processo dal quale uscì indenne nel 1638.
Nel 1639 fu nominato Viceré di Aragona e Grande di Spagna. In questo periodo lo accompagnò il suo confessore ed amico Baltasar Gracián, con il quale discusse molto della grave situazione che attraversava la Catalogna
In questi anni Gracián diede luce a El Politico, che basò sulla vita di Ferdinando il Cattolico, dedicandolo al duca di Nocera. La dedica del testo reca in calce queste parole:
Nel 1640 fu nominato viceré di Navarra, e all'inizio della rivolta in Catalogna consigliò al re di agire con prudenza, per evitare che i rivoltosi si alleassero con la Francia.
Ebbe il merito di affrontare il problema con la giusta misura, in modo da tenere a bada le misure repressive della corona e di tener conto delle rivendicazioni catalane.
Tuttavia il suo atteggiamento fu mal visto e al seguito delle sue riserve sulle scelte politiche del duca conte De Olivares, fu imprigionato nella Torre di Pinto, a Madrid, dove morì, dopo un lungo procedimento penale, il 12 luglio del 1642. È sepolto nel Colegio Imperial de la Compañía de Jesús della capitale spagnola.